# Staatsdomäne Marienrode
Die Staatsdomäne Marienrode ist eine Siedlung in der Gemarkung Pfaffenhausen der Stadt Borken in Hessen, Deutschland.
Die erste urkundliche Erwähnung war im Jahre 1189 im achten Urkundenbuch Mainz mit der Nr. 521. Mönche des Klosters Hardehausen machten hier das Land urbar.
Seit 1374 ist Marienrode ein Staatsgut, erst der Landgrafen von Hessen bzw. von Hessen-Kassel, ab 1866 von Preußen und seit 1945 des Landes Hessen. Seit Anfang des 20. Jahrhunderts ist das Gut vom Kreis Homberg und dessen Nachfolgekreisen, dem Landkreis Fritzlar-Homberg bzw. dem Schwalm-Eder-Kreis gepachtet.
Zu Marienrode gehörten 1865 247 ha Land, wovon 172 ha als Ackerland, 26 ha als Weideland und 30 ha als Wald genutzt wurden. In dieser Zeit lebten auch 24 Einwohner in Marienrode. Hiervon waren 21 evangelische und 3 römisch-katholischen Glaubens.
1928 wurde der Gutsbezirk Marienrode aufgelöst und in die damals selbstständige Gemeinde Pfaffenhausen eingemeindet. Mit der Eingemeindung von Pfaffenhausen zur Stadt Borken 1971 kam auch Marienrode zu Borken.